# Jordi Vinyals
Pour les articles homonymes, voir Vinyals.
Jordi Vinyals Martori, né le 24 novembre 1963 à Cardedeu (province de Barcelone, Espagne), est un footballeur espagnol (milieu de terrain) reconverti en entraîneur.

## Carrière sportive

### Joueur
Jordi Vinyals se forme dans les équipes de jeunes du FC Barcelone. Il parvient à jouer 14 matchs officiels avec l'équipe première du Barça. Il joue ensuite en Première division espagnole avec Sabadell (1987-88), Castellón (1988-89) avec qui il parvient à monter en Première division, Betis (1990-91) et le Real Oviedo (1991-1994).
Entre 1994 et 1996, Vinyals joue avec Villarreal CF en Deuxième division. Puis en Deuxième division B avec Terrassa FC et UE Figueres où il met un terme à sa carrière de footballeur.

### Entraîneur
Jordi Vinyals débute comme entraîneur en 2000 avec Villarreal B obtenant une promotion. En 2003, il entraîne Palamós CF. Puis le Gimnàstic de Tarragone (promotion), Algeciras CF (2004-05), Terrassa FC, Real Jaén, Castelldefels, L'Hospitalet (promotion en Deuxième division B) et Castellón en 2010. En juin 2011, il retourne entraîner L'Hospitalet.
En 2012, Vinyals est recruté par le FC Barcelone pour entraîner l'équipe junior A. Durant la première saison, Vinyals obtient d'excellents résultats, les juniors du Barça terminant à la première place du Groupe III du championnat d'Espagne. Lors de la saison 2013-2014, l'équipe de Vinyals remporte l'UEFA Youth League face à Benfica. 
Le 9 février 2015, il devient entraîneur du FC Barcelone B à la suite du limogeage d'Eusebio Sacristán. Vinyals est remplacé par Francisco Javier García Pimienta au poste d'entraîneur des juniors A. Vinyals ne parvient pas à redresser la barre de l'équipe et, le 31 mai 2015, le Barça B est relégué en Segunda División B. Au terme de la saison, il est remplacé par Gerard López.
En décembre 2015, il devient entraîneur du club chinois de Qingdao Huanghai.

## Palmarès

### Entraîneur
Avec les juniors du FC Barcelone :
- Vainqueur de l'UEFA Youth League 2013-2014